# Voepass Linhas Aéreas
Voepass Linhas Aéreas, anteriormente llamada Passaredo Linhas Aéreas, fue una aerolínea brasileña  inoperativa con sede en la ciudad de Ribeirão Preto, en São Paulo. Su principal centro de operaciones fue el Aeropuerto Leite Lopes, en Ribeirão Preto, siendo los secundarios en São Paulo Guarulhos y Brasilia. A través de code-share con las dos mayores aerolíneas de Brasil, Gol Linhas Aéreas y LATAM Brasil, respectivamente, Passaredo ofrecía conexión para más de treinta destinos en las regiones Sudeste, Centro-Oeste, Norte y Nordeste, todos dentro de Brasil.
El 11 de marzo de 2025, la Agencia Nacional de Aviación Civil de Brasil (ANAC) suspendió todas sus operaciones debido a "no conformidades relacionadas con los sistemas de gestión de la empresa previstos en la normativa". Esto se anunció en un comunicado de prensa en la página web de la ANAC. El 12 de marzo de 2025, LATAM Airlines rescindió su acuerdo de código compartido. El Ministerio de Justicia y Seguridad Pública de Brasil emitió un comunicado de prensa en el que afirmaba que la decisión se tomó después de que la compañía no corrigiera fallas en sus sistemas de gestión y meses después de un accidente fatal en Vinhedo-SP.

## Historia

### Passaredo Transportes Aéreos (1995–2002)

#### Fundación
Fundada por el empresario José Luiz Felício, propietario de la empresa de autobuses Viação Passaredo y padre del actual presidente de la aerolínea, José Luiz Felício Filho, Passaredo Transportes Aéreos comenzó sus operaciones el 3 de julio de 1995 con dos Embraer EMB-120 Brasília, conectando ciudades como Ribeirão Preto, Teresina, Goiânia, Brasília, São Paulo, Curitiba, São José dos Campos, Belo Horizonte y Vitória da Conquista. Con el éxito de los vuelos, la empresa arrendó un tercer avión del mismo modelo para reforzar sus operaciones.
En 1997, Passaredo introdujo en servicio un Airbus A310-300 de fuselaje ancho con capacidad para 244 pasajeros, convirtiéndose en la primera aerolínea brasileña en operarlo, seguido de una segunda aeronave para operar vuelos chárter turísticos nacionales hacia destinos en el Noreste de Brasil e internacionales en el Caribe.
Incorporó dos turbohélices ATR-42-300 para modernizar y ampliar su flota, reemplazando sus tres aeronaves Embraer. Poco después, estos aviones fueron devueltos a las compañías de leasing menos de dos años después de su puesta en operación, debido al "efecto samba", una crisis financiera que afectó a Brasil en 1999 y resultó en una fuerte devaluación del real, la moneda nacional.

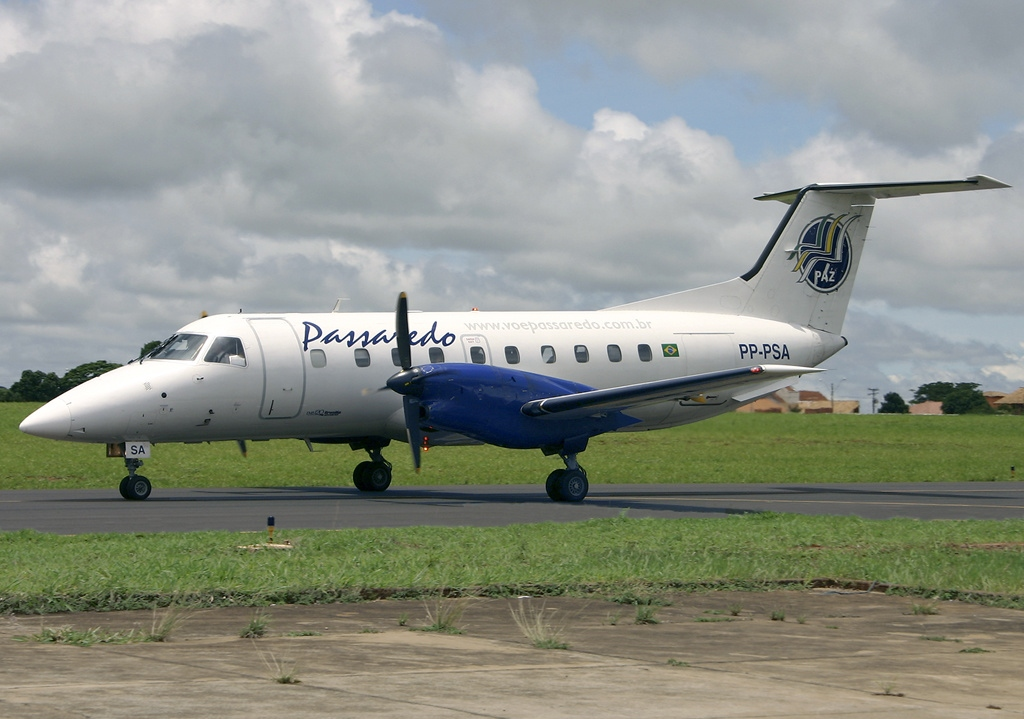
Embraer EMB-120 Brasília reg. PP-PSA, el primer avión de Passaredo, en 2006

#### Década de 2000
El 4 de abril de 2002, debido a dificultades financieras, Passaredo anunció la suspensión de todos sus vuelos con efecto inmediato y por tiempo indefinido, dejando en tierra su flota compuesta únicamente por las dos aeronaves Embraer adquiridas en 1997.

### Regreso como Passaredo Linhas Aéreas (2004–2019)
En marzo de 2004, separada del Grupo Passaredo, propietario de Viação Passaredo, la aerolínea retomó sus operaciones bajo el nombre de Passaredo Linhas Aéreas, con uno de los dos aviones EMB-120 Brasília que habían sido inmovilizados dos años antes. Tiempo después, se reactivó el segundo avión y se incorporaron otros cuatro Brasília a la flota, que comenzó a ser reemplazada por aviones Embraer a partir de abril de 2009.

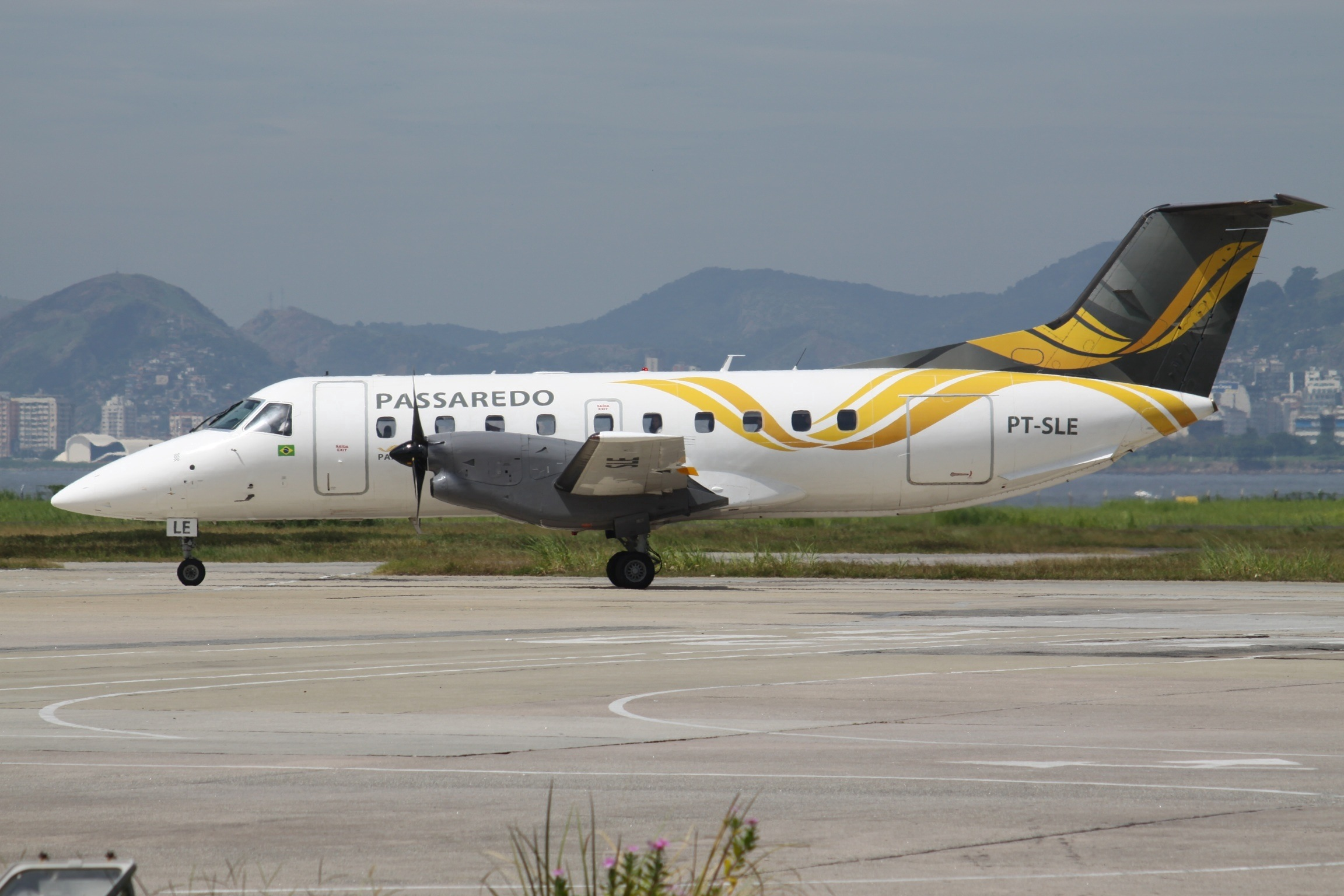
PT-SLE mostrando la nueva identidad visual de Passaredo en 2008

En 2008, Passaredo presentó una identidad visual renovada y un ambicioso plan de expansión de rutas y flota, anunciando la adquisición de cinco Embraer ERJ-145, con capacidad para 50 pasajeros. Los aviones de segunda mano fueron arrendados directamente a Embraer, con la primera entrega programada para abril de 2009.
En 2009, Passaredo abrió rutas hacia Río de Janeiro, São Paulo, Porto Alegre, Palmas, Bauru, Marília, Barreiras, Presidente Prudente, Goiânia y Recife. Con esto, la compañía más que duplicó el número de asientos disponibles y se consolidó como la segunda mayor aerolínea regional de Brasil.

#### Década de 2010
En 2010, la aerolínea incorporó un ERJ-135 para ampliar su red. El 29 de abril de 2011, retiró sus tres últimos turbohélices EMB-120, pero suspendió sus operaciones en Marília, Bauru y Presidente Prudente, alegando que los ERJ-145 eran demasiado grandes para la demanda en estas rutas.
Entre 2010 y 2014, Passaredo mantuvo una alianza operativa con GOL Linhas Aéreas, reemplazando un acuerdo anterior con TAM Airlines (LATAM Airlines). En 2014, restableció la asociación con TAM (LATAM).
El 23 de mayo de 2012, Passaredo adquirió 10 aviones ATR 72-600, con opción de compra de diez más. También inició operaciones con seis ATR 72-500 arrendados.
El 19 de octubre de 2012, Passaredo solicitó ante el Tribunal de Quiebras y Reorganización Comercial de Ribeirão Preto la apertura de un proceso de "recuperación judicial" conforme a la Nueva Ley de Quiebras y Reorganización de Brasil (Ley 11.101). Las operaciones continuaron con normalidad.

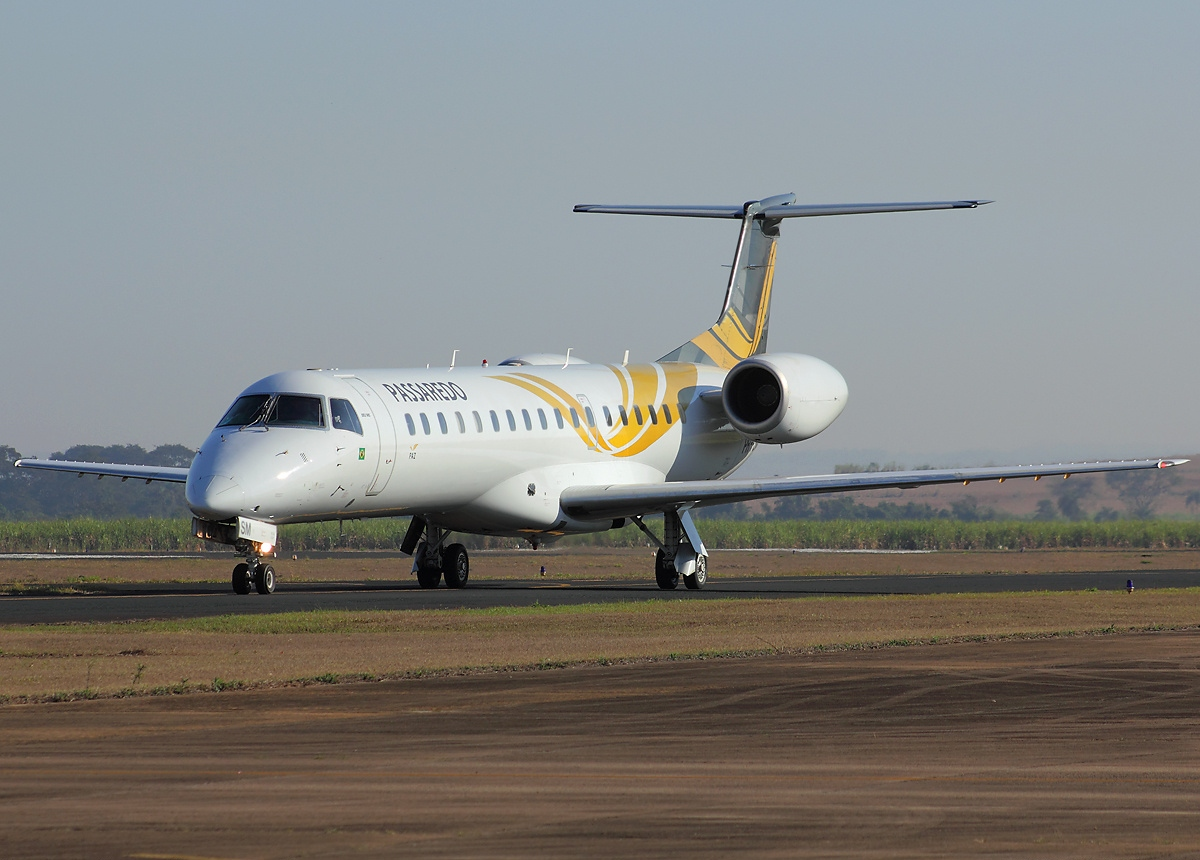
Embraer ERJ-145 reg. PR-PSM rodando en agosto de 2011

Tras solicitar la recuperación judicial, la aerolínea retiró los jets regionales Embraer debido a los altos costos de operación y mantenimiento, y estandarizó su flota con turbohélices ATR 72, por ser más económicos, con gran capacidad de asientos y adecuados para operar en aeropuertos con infraestructura limitada.
En 2014, junto con Avianca Brasil, Passaredo fue considerada una de las aerolíneas más seguras de Brasil según el ranking de AirlineRatings.com, obteniendo una calificación de siete estrellas. El informe evaluó 449 aerolíneas según criterios de seguridad, y un total de 149 recibieron la puntuación máxima.

#### Alianza con GOL Linhas Aéreas
En enero de 2017, Passaredo restableció la alianza operativa con GOL Linhas Aéreas. Mantuvo la alianza con LATAM.
El 3 de julio de 2017, la empresa fue vendida a Viação Itapemirim y el 24 de agosto salió de la recuperación judicial, pero el 11 de septiembre de 2017 canceló la venta a Itapemirim por incumplimiento de contrato.

### Cambio de marca a VOEPASS Linhas Aéreas (2019–2024)
En junio de 2019, GOL Linhas Aéreas y Passaredo ampliaron su relación comercial a través de un Acuerdo de Compra de Capacidad (CPA), con la aerolínea operando vuelos regionales en nombre de GOL, conectando inicialmente el hub del Aeropuerto Internacional de Brasilia con São José do Rio Preto, Araguaína y Barreiras. Con el tiempo, el acuerdo se amplió, con Passaredo operando hasta 14 destinos en vuelos comercializados exclusivamente por GOL, pero operados por aviones y tripulación de Passaredo.

#### Adquisición de MAP Linhas Aéreas
El 21 de agosto de 2019, Passaredo compró MAP Linhas Aéreas, incluyendo 12 slots en el Aeropuerto de São Paulo-Congonhas asignados a MAP el 14 de agosto. A Passaredo se le asignaron 14 slots, para construir su propia red, enfocándose en mercados desatendidos. Ambas compañías operaron independientemente pero luego se fusionaron.
El mismo día Passaredo también anunció el cambio de nombre a VOEPASS Linhas Aéreas.

#### Década de 2020
El 8 de junio de 2021, GOL Linhas Aéreas compró MAP Linhas Aéreas a VOEPASS por R$120 millones (US$25,4 millones). La transacción incluyó 26 slots en el Aeropuerto de São Paulo-Congonhas pertenecientes a MAP y VOEPASS.
El 3 de noviembre de 2022, la aerolínea se convirtió en miembro de la Asociación Internacional de Transporte Aéreo. Dos días después, el 5 de noviembre de 2022, se unió a la Asociación Latinoamericana y del Caribe de Transporte Aéreo (ALTA).
En abril de 2023, después de que la ANAC publicara un nuevo modelo regulatorio que permitió a las aerolíneas vender slots sin necesidad de un acuerdo de fusión o adquisición, GOL revirtió su acuerdo para adquirir MAP Linhas Aéreas, adquiriendo solo los slots en el Aeropuerto de São Paulo-Congonhas. Así, VOEPASS continuó gestionando todas las operaciones de MAP, incluyendo su certificado de operador aéreo, flota y rutas en Manaus.
En abril de 2023, GOL Linhas Aéreas y VOEPASS finalizaron sus acuerdos comerciales (CPA) con vigencia hasta el 9 de mayo de 2023, resultando en la suspensión de numerosos destinos operados por VOEPASS. Entre junio de 2019 y abril de 2023, la aerolínea regional atendió hasta 14 destinos en nombre de GOL en todas las regiones de Brasil. Ese mismo día, la compañía anunció la expansión de un acuerdo de código compartido con LATAM Airlines.

#### Alianza con LATAM Airlines
El 11 de abril de 2023, LATAM Airlines comenzó a vender boletos hacia 13 destinos regionales operados por VOEPASS, incluyendo Ipatinga, Barreiras, Feira de Santana, Valença, Paulo Afonso, Teixeira de Freitas, Lençóis, Fernando de Noronha, Uruguaiana, Santa Maria, Pelotas, Santo Ângelo y Aracati, además de Coari, Carauari, Parintins, Itaituba y Parnaíba, operados por MAP Linhas Aéreas en nombre de VOEPASS.
El 20 de septiembre de 2023, la operadora turística CVC anunció una asociación exclusiva con VOEPASS Linhas Aéreas para lanzar vuelos exclusivos desde Belo Horizonte/Confins, Uberlândia, Río de Janeiro/Santos Dumont, São José do Rio Preto, Bauru, Vitória y Brasilia, principalmente hacia destinos del noreste, como Porto Seguro, Ilhéus e Ilha de Comandatuba, además de Caldas Novas, el mayor complejo hidrotermal del mundo. VOEPASS Linhas Aéreas previó la disponibilidad de 70 mil asientos entre diciembre de 2023 y febrero de 2024, y la operación continuará por los siguientes 12 meses, con disponibilidad hasta marzo de 2025, según informó la aerolínea.
El 21 de febrero de 2024, la aerolínea lanzó seis nuevos destinos a partir del 31 de marzo: Cascavel, Caxias do Sul, Florianópolis, Maringá, Presidente Prudente y Rio Verde. Los vuelos fueron comercializados tanto por la aerolínea como por los canales de ventas de LATAM Airlines, y operados en código compartido entre ambas empresas.

#### Adquisición por LATAM Airlines no concretada
El 14 de marzo de 2024, el periódico Diário do Nordeste anunció, citando fuentes del sector, que LATAM Airlines había adquirido VOEPASS Linhas Aéreas para expandir sus operaciones en mercados regionales y secundarios. Según el diario, el anuncio de la adquisición sería hecho por ambas aerolíneas durante un evento del gobierno brasileño para lanzar un programa de incentivo a la aviación regional. Los rumores aumentaron con la publicación de un Acto de Concentración en el Diario Oficial de la Unión solicitado por las aerolíneas, sobre una operación como "adquisición de acciones sin adquisición de control". Posteriormente, LATAM Airlines aclaró públicamente que no había adquirido la aerolínea regional, pero que presentó ante el Consejo Administrativo de Defensa Económica (CADE) una solicitud para realizar una operación de apoyo financiero a VOEPASS Linhas Aéreas para optimizar sus slots y ampliar las opciones de vuelos y destinos en el mercado aéreo brasileño, con la posibilidad de una futura participación minoritaria en VOEPASS como una de las opciones de garantía de la operación. La aerolínea no brindó detalles sobre cómo sería ese apoyo ni cómo se optimizarían los slots.
Los detalles de la operación se conocieron posteriormente, según los documentos enviados al CADE, VOEPASS Linhas Aéreas intercambió diez pares de slots aeroportuarios (horarios de aterrizaje y despegue) en el Aeropuerto de Congonhas, en São Paulo, durante horas pico, por diez pares de slots de LATAM Airlines en el mismo terminal, pero en horarios menos concurridos. A cambio, VOEPASS emitió debentures convertibles, que, junto con opciones de compra, le otorgaron a LATAM el derecho de convertir su inversión en hasta el 30% de las acciones de VOEPASS y su subsidiaria MAP Linhas Aéreas.

### Suspendida
Tras el accidente del Vuelo 2283 el 9 de agosto de 2024, Voepass quedó bajo el escrutinio de los medios y la opinión pública. Como resultado, inició un proceso de reestructuración en toda su estructura operativa, desde la reformulación de la red de vuelos y la suspensión de destinos, hasta el cambio de ejecutivos. El 25 de septiembre de 2024, tras varias denuncias relacionadas con problemas de mantenimiento, VOEPASS despidió a los directores de Seguridad Operacional, Mantenimiento y Operaciones. El presidente y cofundador de la compañía, José Luiz Felício Filho, asumió como director general (CEO) y director de operaciones (COO), mientras que Eduardo Busch, ex CEO, asumió como director jurídico (CLO). Posteriormente, menos de un mes después, Busch fue despedido de la aerolínea.
El 7 de noviembre de 2024, VOEPASS suspendió la venta de pasajes a sus propios destinos a través de su sitio web, lanzando una red de rutas que solo incluía destinos vendidos exclusivamente por LATAM Airlines mediante un Acuerdo de Compra de Capacidad (CPA), además de su contrato para el transporte de empleados de la estatal Petrobras en el estado de Amazonas.
El 11 de marzo de 2025, la Agencia Nacional de Aviación Civil de Brasil suspendió todas las licencias operativas de Voepass, citando la "incapacidad para resolver las irregularidades identificadas durante la fiscalización, así como la violación de las condiciones previamente establecidas para la continuidad de la operación dentro de los estándares de seguridad requeridos". La Agencia Nacional de Aviación Civil (Anac) había aplicado multas por R$4,4 millones contra Voepass desde 2014. Sin embargo, la empresa solo había pagado R$123 mil, lo que correspondía al 2,79% del total aplicado, habiéndose emitido 255 multas.
El 14 de abril de 2025, la mayoría de sus empleados fueron despedidos. El 23 de abril de 2025, Voepass solicitó protección por bancarrota, culpando a las dificultades financieras causadas por LATAM Airlines y reportando aproximadamente 209,2 millones de reales (36,78 millones de dólares) en deudas derivadas del accidente del Vuelo 2283.
El 30 de abril de 2025, el sindicato solicitó ante la Justicia el bloqueo de los activos de Voepass para garantizar el pago de las indemnizaciones. Es importante señalar que, según el sistema legal brasileño (y la Ley Federal de Recuperación y Bancarrota), VOEPASS continúa existiendo como empresa. La protección por bancarrota ("concordata" en portugués) significa tiempo para reorganización. Si esta fase no tiene éxito, es probable que se declare la quiebra total "de oficio" por el juez federal que preside el caso. En Brasil, una decisión "de oficio" se refiere a una decisión judicial tomada por iniciativa propia del juez, bajo su deber y responsabilidad, sin necesidad de que una de las partes la solicite.

## Flota

### Flota actual
La flota de VOEPASS en diciembre de 2022 está compuesta por aeronaves turbohélice ATR 42 y ATR 72.

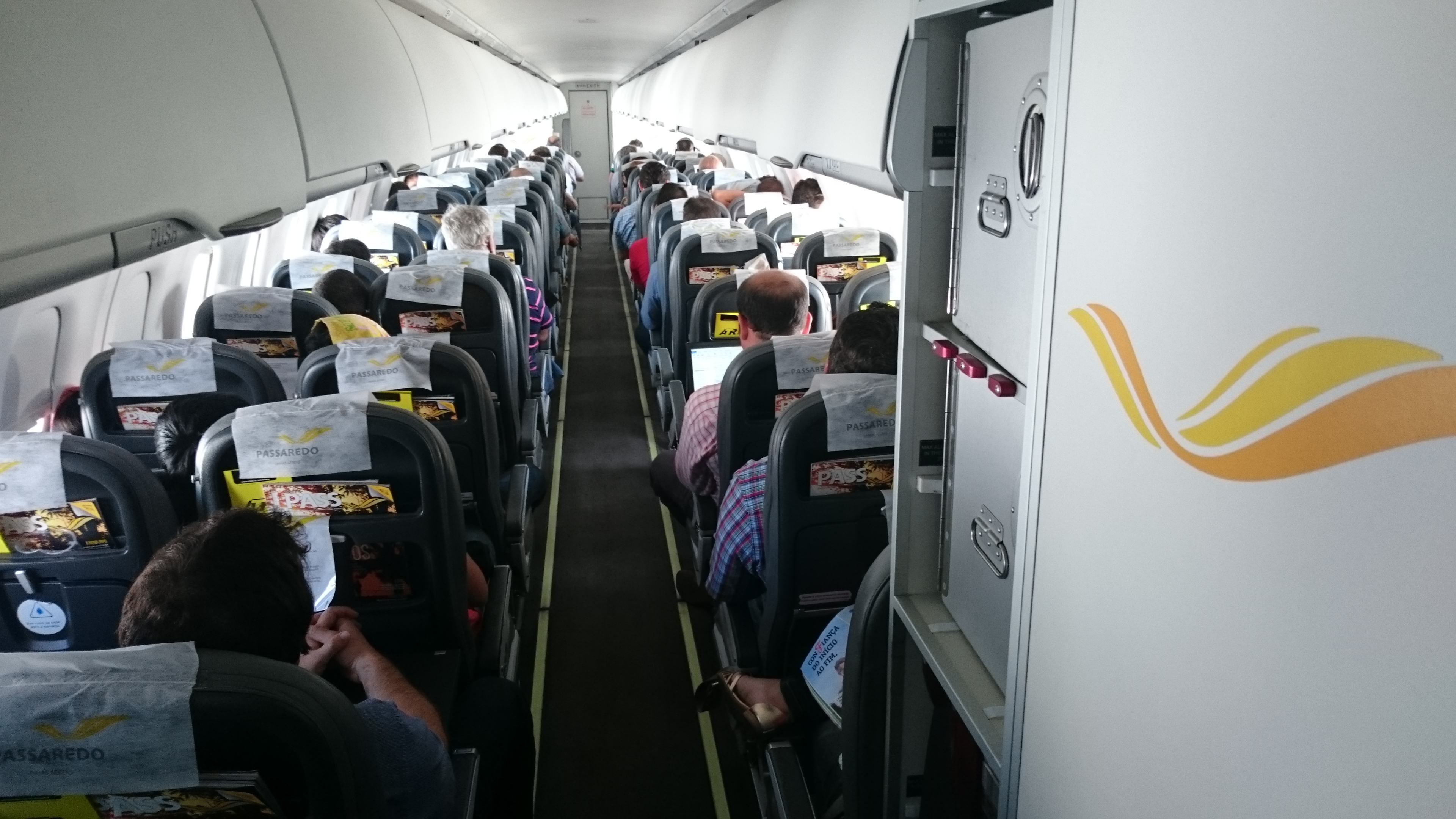
Interior de un ATR 72 de Passaredo

| Aeronave       | En Servicio | Pedidos | Pasajeros                                             | Matrícula                                             | Nota |
| -------------- | ----------- | ------- | ----------------------------------------------------- | ----------------------------------------------------- | --- |
| ATR 42-500     | 2           | 0       | 48                                                    | PR-PDP                                                | Uirapuru |
| ATR 42-500     | 2           | 0       | 48                                                    | PR-PDS                                                | Operado por MAP Linhas Aéreas (Almacenado)                                                                                      |
| ATR 72-500     | 11          | 0       | 66                                                    | PR-MPY                                                | Operado por MAP Linhas Aéreas (Almacenado)                                                                                      |
| ATR 72-500     | 11          | 0       | 66                                                    | PR-MPZ                                                | Operado por MAP Linhas Aéreas (Almacenado)                                                                                      |
| ATR 72-500     | 11          | 0       | 66                                                    | PS-VPB                                                | Maritaca (se estrelló al aterrizar en São Paulo causas en investigación, más información en Vuelo 2283 de Voepass Linhas Aéreas |
| ATR 72-500     | 11          | 0       | 68                                                    | PP-PTM                                                | Curió |
| ATR 72-500     | 11          | 0       | 68                                                    | PR-PDQ                                                | Entregado en los colores de Jet Airways (Almacenado)                                                                            |
| ATR 72-500     | 11          | 0       | 72                                                    | PR-PDT                                                | Tucano |
| ATR 72-500     | 11          | 0       | 72                                                    | PR-PDW                                                | Gaturamo-Bandeira (pintura Retro)                                                                                               |
| ATR 72-500     | 11          | 0       | 72                                                    | PR-PDY                                                | João de Barro |
| ATR 72-500     | 11          | 0       | 74                                                    | PP-PTN                                                | Jaçana |
| ATR 72-500     | 11          | 0       | 74                                                    | PP-PTO                                                | Araponga |
| ATR 72-500     | 11          | 0       | 74                                                    | PP-PTP                                                | Tuiuiu |
| ATR 72-500     | 11          | 0       | 74                                                    | PP-PTQ                                                | Quero-Quero |
| ATR 72-600     | 3           | 0       | 68                                                    | PR-PDX                                                | Fênix |
| ATR 72-600     | 3           | 0       | 68                                                    | PR-PDZ                                                | Sabiá |
| ATR 72-600     | 3           | 0       | 72                                                    | PS-VPA                                                | Entregado en los colores de Windrose Airlines (Almacenado)                                                                      |
| Boeing 737-700 | 0           | 2       | TBA                                                   | PR-GEH                                                | Traspasado por Gol Linhas Aéreas                                                                                                |
| Boeing 737-700 | 0           | 2       | TBA                                                   | PR-GEI                                                | Traspasado por Gol Linhas Aéreas                                                                                                |
| TOTAL          | 17          | 2       | Edad media de la flota (diciembre de 2022): 17.5 años | Edad media de la flota (diciembre de 2022): 17.5 años | Edad media de la flota (diciembre de 2022): 17.5 años                                                                           |

## Destinos

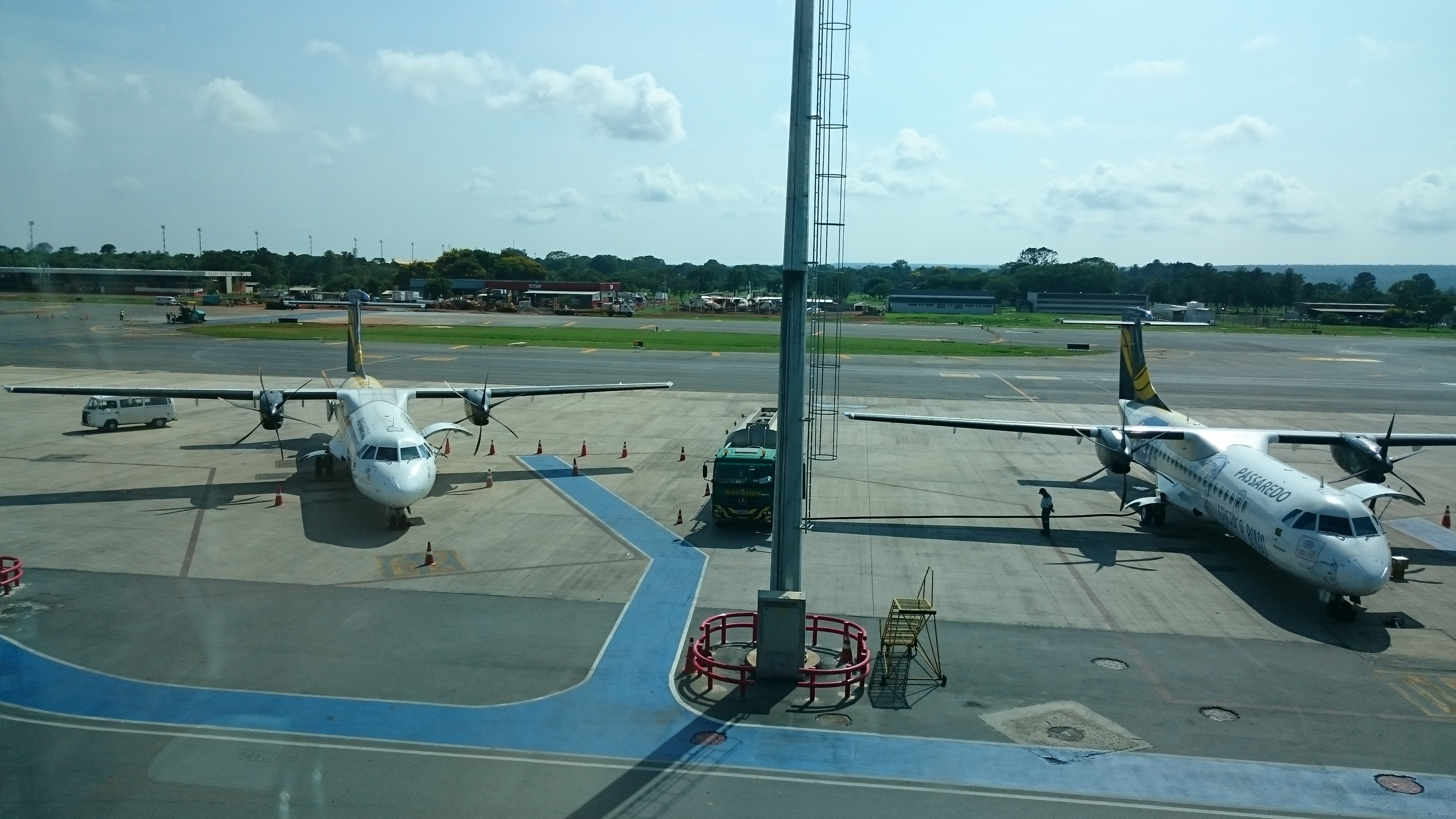
ATR 72 de Passaredo

El 8 de noviembre de 2017, los destinos de Passaredo son:                                                  
| Ciudad                                 | Nombre del aeropuerto                                    |
| -------------------------------------- | -------------------------------------------------------- |
| Brasilia                               | Aeropuerto Internacional Presidente Juscelino Kubitschek |
| Goiânia                                | Aeropuerto Internacional Santa Genoveva-Goiânia          |
| Rondonópolis                           | Aeropuerto de Rondonópolis                               |
| Três Lagoas                            | Aeropuerto Regional Plínio Alarcon                       |
| Barreiras                              | Aeropuerto de Barreiras                                  |
| Salvador de Bahía                      | Aeropuerto Internacional Deputado Luís Eduardo Magalhães |
| Vitória da Conquista                   | Aeropuerto Pedro Otacílio Figueiredo                     |
| Araguaína                              | Aeropuerto de Araguaína                                  |
| Palmas                                 | Aeropuerto de Palmas                                     |
| Belo Horizonte                         | Aeropuerto Carlos Drummond de Andrade                    |
| Governador Valadares                   | Aeropuerto de Governador Valadares                       |
| Ipatinga                               | Aeropuerto de Ipatinga                                   |
| Montes Claros                          | Aeropuerto Mário Ribeiro (Próximamente)                  |
| Uberlândia                             | Aeropuerto de Uberlândia (Próximamente)                  |
| Varginha                               | Aeropuerto de Varginha (Próximamente)                    |
| Ribeirão Preto                         | Aeropuerto de Ribeirão Preto HUB                         |
| Río de Janeiro                         | Aeropuerto Santos Dumont                                 |
| São José do Rio Preto                  | Aeropuerto de São José do Rio Preto                      |
| São Paulo                              | Aeropuerto Internacional de São Paulo-Guarulhos          |
| Total: 4 regiones, 1 país, 16 destinos |                                                          |

## Accidentes e incidentes
- El 25 de agosto de 2010, el vuelo 2231 operado por un Embraer ERJ 145, se estrelló al aproximarse a la ciudad de Vitória da Conquista, el avión aterrizó demasiado corto por la pista y la tripulación perdió el control, dando como resultado graves daños a la aeronave, dos de las 27 personas a bordo resultaron heridas. La aerolínea afirmó que el avión no pudo bajar el tren de aterrizaje, aunque algunos testigos aseguran que el tren de aterrizaje fue bajado mientras el avión estaba aterrizando.[62]

- El 9 de agosto de 2024, el vuelo 2283 operado por un ATR 72-500 de 14 años de antigüedad, se estrelló con 62 personas a bordo en el municipio de Vinhedo, Brasil. Se dirigía del aeropuerto de Cascavel hacia São Paulo. La última señal recibida del avión fue a las 16:22 UTC. Múltiples videos difundidos en las redes sociales,[63] muestran los últimos instantes del accidente, en donde se aprecia el avión cayendo a tierra mientras giraba sin control hacia una zona residencial.[64] No hubo sobrevivientes, las causas del accidente se encuentran bajo investigación. [65]